# Стив Анђело
Стивен Патрик Јосефсон Фрагогијанис (швед. Steven Patrik Josefsson Fragogiannis; Атина, 22. новембар 1982), познат као Стив Анђело (швед. Steve Angello), грчки и шведски је ди-џеј и музички продуцент. Члан је музичке групе Swedish House Mafia.

## Биографија
Рођен је 22. новембра 1982. у Атини. Отац му је Грк, а мајка Швеђанка. Деда по мајци му је био Ром. Одрастао је у Шведској. Брат му је члан групе AN21. Током адолесценције почео је да слуша електро-музику, којом се и почео бавити. Године 2013. оженио се шведском манекенком Изабелом Адријан са којом има две ћерке. Живе у Лос Анђелесу.

## Дискографија
Студијски албуми
- (2016)
- (2018)